# Гедон де Прель
Гедон де Прель (фр. Guédon de Presles; ок. 1720, Париж — ок. 1754, там же) — французская певица, актриса и композитор.

## Биография и творчество
Гедон де Прель (фамилия; имя неизвестно) родилась около 1720 года в Париже. Возможно, её отцом был придворный музыкант и композитор Оноре-Клод Гедон де Прель. Бо́льшую часть жизни она провела в Париже, где выступала в придворном театре в качестве певицы, актрисы и композитора под именем «Мадемуазель Гедон». Известно, что в 1740-х — начале 1750-х годов она выступала на вторых ролях в Театре Королевы в Париже, а также давала концерты, в том числе при дворе. В частности, в 1748 году она выступила, вместе с Мари Фель, в «Ballet des Sens» Жана-Жозефа Муре, а также пела в «Фетиде и Пелее» Паскаля Коласса и в прологе к «Любви богов» Муре. Кроме того, она принимала участие в постановках произведений Люлли и Кампра.
В 1728 году её песня «Sans une brillante fortune» вышла в составе сборника «Meslanges de musique latine» (издатель Жан-Батист-Кристоф Баллар). В последующие годы другие её песни также включались в антологии, а с 1742 по 1748 год некоторые из них были опубликованы в Mercure de France. Песни Гедон де Прель пользовались популярностью, благодаря простым и запоминающимся мелодиям.